# Hilebrandija
Hilebrandija (lat. Hillebrandia), monotipski biljni rod iz porodice begonijevki. Jedina vrsta je polugrm H. sandwicensis, havajski endem sa otoka Kauai, Oahu, Molokai i Maui.

## Opis
Hillebrandia sandwicensis je zeljasta višegodišnja cvjetnica slična begoniji. Naraste do 1,2 m (4 stope) visoko, šireći se iz korijena u mnoge mekih zelenih stabljika s obiljem upadljivo velikih listova. Svaka stabljika daje nekoliko grozdova nježnih ružičastih i bijelih cvjetova. Biljka proizvodi gomolje, kojima nadzemni dijelovi biljke odumiru nakon što ljeti rode. Sjemenke su sitne. Biljke ponovno rastu u siječnju, a cvatu od veljače do lipnja.
To je sestrinska svojta ostatku porodice begonijevki. Osim toga, to je jedini član begonijevki izvorno pronađen na Havajskim otocima.

## Sinonimi
- Hillebrandia sandwicensis var. albiflora Skottsb.

## Galerija
- H. sandwicensis, ilustracija
- H. sandwicensis
- H. sandwicensis
- H. sandwicensis, dlakava stabljika